# ژان ایو پولاک
ژان ایو پولاک (زاده ۱۸ فوریه ۱۹۴۶ در پاریس ) زبان‌شناس فرانسوی است. 
پولاک که متخصص نحو تطبیقی است، بیشتر به خاطر کارش بر روی جایگاه و حرکت هستهٔ فعل و همچنین ساختار IP در فرانسه و انگلیسی شناخته شده است.